# Lista de gentílicos do Tocantins
Esta é uma lista de gentílicos referentes a municípios do estado brasileiro do Tocantins, cujos nativos ou moradores são chamados genericamente de tocantinenses. A capital do estado, Palmas, está em destaque. 
Sobre gentílicos em geral, cumpre destacar as normas ortográficas em vigor desde o Formulário Ortográfico de 1943, que diz, em seu item 42:
Os topônimos de tradição histórica secular não sofrem alteração alguma na sua grafia, quando já esteja consagrada pelo consenso diuturno dos brasileiros. Sirva de exemplo o topônimo "Bahia", que conservará esta forma quando se aplicar em referência ao Estado e à cidade que têm esse nome. Observação: os compostos e derivados desses topônimos obedecerão às normas gerais do vocabulário comum.— Academia Brasileira de Letras

## Gentílicos dos municípios tocantinenses
- Abreulândia – abreulandense
- Aguiarnópolis – aguiarnopolense
- Aliança do Tocantins – aliancense
- Almas – almense
- Alvorada – alvoradense
- Ananás – ananaense
- Angico – angicoense
- Aparecida do Rio Negro – aparecidense
- Aragominas – aragominense
- Araguacema – araguacemense
- Araguaçu – araguaçuense
- Araguaína – araguainense
- Araguanã – araguanaense
- Araguatins – araguatinense
- Arapoema – arapoemense
- Arraias – arraiano
- Augustinópolis – augustinopolino
- Aurora do Tocantins – aurorense
- Axixá do Tocantins – axixaense
- Babaçulândia – babaçulense
- Bandeirantes do Tocantins – bandeirantense
- Barra do Ouro – barra-ourense
- Barrolândia – barrolandense
- Bernardo Sayão – bernardense
- Bom Jesus do Tocantins – bom-jesuense, bonjesuense
- Brasilândia do Tocantins – brasilandense
- Brejinho de Nazaré – brejinhense, brejinense
- Buriti do Tocantins – buritinense, buritiense
- Cachoeirinha – cachoeirinhense, cachoeirense
- Campos Lindos – campo-lindense
- Cariri do Tocantins – caririense
- Carmolândia – carmolandense
- Carrasco Bonito – carrascoense, carrasquense
- Caseara – casearense
- Centenário – centenarense
- Chapada da Natividade – chapadense
- Chapada de Areia – areiense, chapada-areiense
- Colinas do Tocantins – colinense
- Colméia – colmeiense
- Combinado - combinadense
- Conceição do Tocantins – conceicionense
- Couto Magalhães – coutoense
- Cristalândia – cristalandense
- Crixás do Tocantins – crixaense
- Darcinópolis – darcinopolino
- Dianópolis – dianopolino
- Divinópolis do Tocantins – divinopolino
- Dois Irmãos do Tocantins – dois-irmanense
- Dueré – duerense
- Esperantina – esperantinense
- Fátima – fatimense
- Figueirópolis – figueiropolense
- Filadélfia – filadelfiense
- Formoso do Araguaia – formosense-do-araguaia
- Goianorte – goianortense
- Goiatins – goiatinense
- Guaraí – guaraiense
- Gurupi – gurupiense
- Ipueiras – ipueirense
- Itacajá – itacajaense
- Itaguatins – itaguatinense
- Itapiratins – itapiratinense
- Itaporã do Tocantins – itaporanense
- Jaú do Tocantins – jauense
- Juarina – juarinense
- Lagoa da Confusão – lagoense
- Lagoa do Tocantins – lagoense-do-tocantins, lagoense
- Lajeado – lajeadense
- Lavandeira – lavandeirense
- Lizarda – lizardense
- Luzinópolis – luzinopolino
- Marianópolis do Tocantins – marianopolino
- Mateiros – mateirense
- Maurilândia do Tocantins – maurilandense
- Miracema do Tocantins – miracemense
- Miranorte – miranortense
- Monte do Carmo – carmelitano, carmelito
- Monte Santo do Tocantins – monte-santense
- Muricilândia – muricilandense
- Natividade – nativitano
- Nazaré – nazareno
- Nova Olinda – nova-olindense
- Nova Rosalândia – rosalandense
- Novo Acordo – novo-acordino
- Novo Alegre – novo-alegrense
- Novo Jardim – novo-jardinense
- Oliveira de Fátima – oliverense
- Palmas – palmense
- Palmeirante – palmeirantense
- Palmeiras do Tocantins – palmeirense
- Palmeirópolis – palmeiropolitano
- Paraíso do Tocantins – paraisense
- Paranã – paranãense
- Pau-d'Arco – pau-d’arquense
- Pedro Afonso – pedro-afonsino
- Peixe – peixense
- Pequizeiro – pequizeirense
- Pindorama do Tocantins – pindoramense
- Piraquê – piraqueense
- Pium – piuense
- Ponte Alta do Bom Jesus – ponte-altense
- Ponte Alta do Tocantins – pontealtense-do-tocantins, pontealtense
- Porto Alegre do Tocantins – porto-alegrense
- Porto Nacional – portuense
- Praia Norte – praia-nortense
- Presidente Kennedy – kennediense
- Pugmil – pugmilense
- Recursolândia – recursolandense
- Riachinho – riachiense
- Rio da Conceição – conceiçãoense
- Rio dos Bois – rio-boiense
- Rio Sono – rio-sonense
- Sampaio – sampaiense
- Sandolândia – sandolandense
- Santa Fé do Araguaia - santa-feense
- Santa Maria do Tocantins – santa-marinense
- Santa Rita do Tocantins – santa-ritense
- Santa Rosa do Tocantins – santa-rosense
- Santa Tereza do Tocantins – santa-terezense
- Santa Terezinha do Tocantins – terezinense-do-tocantins
- São Bento do Tocantins – são-bentense
- São Félix do Tocantins – são-felense
- São Miguel do Tocantins – são-miguelense
- São Salvador do Tocantins – são-salvadorense
- São Sebastião do Tocantins – sansebastianense
- São Valério – são-valeriano
- Silvanópolis – silvanopolino
- Sítio Novo do Tocantins – sítio-novense
- Sucupira – sucupirense
- Tabocão – tabocoense, taboquinense
- Taguatinga – taguatinense
- Taipas do Tocantins – taipense
- Talismã – talismãense
- Tocantínia – tocantiniense
- Tocantinópolis – tocantinopolino
- Tupirama – tupiramense
- Tupiratins – tupiratinense
- Wanderlândia – wanderlandiense, wanderlandense
- Xambioá – xambioaense